# Legetøjsmuseet (Den Gamle By)
 For alternative betydninger, se Legetøjsmuseet. (Se også artikler, som begynder med Legetøjsmuseet)
Legetøjsmuseet er en afdeling af købstadsmuseet Den Gamle By i Aarhus, det rummer ca. 5.000 stykker legetøj.
Legetøjsmuseet udstiller blandt andet tyske Märklin-biler og Bing-tog, mekanisk legetøj fra Lehmann og dansk Tekno-legetøj og hjemmelavet legetøj.